# トール (駆逐艦)
トール (KNM Tor) はノルウェー海軍の駆逐艦として建造されたスレイプニル級駆逐艦の一隻。就役前にドイツの侵攻により自沈するが引き揚げられてドイツ海軍の艦艇ティーガー (Tiger) として就役した。戦後ノルウェーの手に戻り、フリゲートへ改装された。

## 艦歴
第二次世界大戦勃発後の軍に対する臨時予算によりトールは建造された。その予算は、ノルウェーの中立を守るための軍の能力改善が目的であった。他の同型艦5隻がすべてホルテンの海軍工廠で建造されたのにたいし、トールはフレドリクスタのFredrikstad Mekaniske Verkstedで建造された。1938年11月に起工。スレイプニル級の最後から2番目の艦であるトールは1939年9月7日に進水した 。
1940年4月9日のドイツ軍侵攻までにトールは乗組員が配属され公試が開始されていた。しかし、兵装は搭載されておらず、いまだ艤装中であった。ドイツ軍がフレドリクスタに接近してきていると4月9日に知らされると、艦長は無傷でドイツ軍に渡すよりは自沈させるべきだと命じた。トール乗員はエストフォル県でノルウェー軍第1師団と合流し、最終的に中立国スウェーデンで抑留された。
フレドリクスタ占領後、ドイツは自沈したノルウェー艦艇のサルベージ作業を開始した。4月16日にトールは浮揚され、修理と艤装のためドランメンへと運ばれた。トールおよび同型艦バルドルの工事はホルテンの海軍工廠で1940年夏の間に完了した。この2隻の工事はドイツ占領下でのノルウェーの海軍工廠により最初になされたものであった Tor had yard number 128 at Karljohansvern.。
1940年6月13日、ティーガーとしてドイツ海軍で就役し、水雷艇に類別された。 
ティーガーは第7水雷隊に配属され、最初はスカゲラク海峡やカテガット海峡で護衛任務に従事した。トールと同じくドイツの手に渡ったスレイプニル級駆逐艦であるレーヴェ（旧ギーレル）、パンター（旧オーディン）、レオパルト（旧バルドル）も同じ部隊に属した。
1940年7月から12月まで、ティーガーは第7水雷隊で練習艦として使用された。第7水雷隊が解隊されると、ティーガーはゴーテンハーフェンの第27潜水隊に転属となり、魚雷揚収艦となった。その後戦後まで同隊で活動し、1945年5月にデンマークのKorsørで確保されてノルウェー海軍に返還された。
ノルウェー海軍に復帰後もとの艦名に戻り、1946年9月19日にペナントナンバーL04が割り当てられた。1946年に議会に提出されたリストではトールおよびその同型艦3隻やハント級駆逐艦は護衛駆逐艦とされている。1948年にトールを含めたスレイプニル級5隻はフリゲートに改装された。1950年代にトールにはNATOペナントナンバーF303が付与された。1959年に他の同型艦とともに退役し、売却され解体された。

## 文献
- Abelsen, Frank (1986) (Norwegian and English). Norwegian naval ships 1939-1945. Oslo: Sem & Stenersen AS. ISBN 82-7046-050-8
- Caspersen, Alf Johs. (1995) (Norwegian). Milorg Horten 1940–1945: bilder fra Borre og Nykirke. Horten: A.J. Caspersen
- Hafsten, Bjørn; Ulf Larsstuvold, Bjørn Olsen, Sten Stenersen (2005) (Norwegian). Flyalarm – luftkrigen over Norge 1939–1945 (2nd, revised ed.). Oslo: Sem og Stenersen AS. ISBN 82-7046-074-5
- Hauge, Andreas (1995) (Norwegian). Kampene i Norge 1940. 1. Sandefjord: Krigshistorisk Forlag. ISBN 82-993369-0-2
- Langemyr, Leif-Tore; Frank Abelsen, Dagfinn E. Kjeholt, Anders Petterøe (1992) (Norwegian). Jageren H.Nor.M.S. "Glaisdale" og dens besetning. Kolbjørnsvik: Leif-Tore Langemyr forl.. ISBN 82-991313-3-2 (ib.)
- Løvlie, Arne (2004) (Norwegian). Norske våpen i tyske hender – De militære bedrifter under okkupasjonen 1940–1945. Oslo: Norwegian Armed Forces Museum. ISBN 82-91218-41-2
- Mo, Sverre (2008) (Norwegian). Norske marinefartøy – Samtlige norske marinefartøy 1814–2008 og Marinens Flygevåpen 1912–1944. Bergen: Bodoni Forlag. ISBN 978-82-7128-497-8
- Norway, Parliament of (1995) (Norwegian). Møter for lukkede dører, Stortinget 1939-1945 : dokumenter og referater, 9. overordentlige storting 1939-40, 89. ordentlige storting 1940, fortsatte 89. ordentlige storting 1945. Oslo: Parliament of Norway. ISBN 82-91283-09-5 (ib.)
- Showell, Jak Mallmann (1999). The German Navy Handbook 1939–1945. Sutton Publishing. ISBN 978-0-7509-1556-4
- Sivertsen, Svein Carl (ed.) (2001) (Norwegian). Sjøforsvaret dag for dag 1814–2000. Hundvåg: Sjømilitære Samfund ved Norsk Tidsskrift for Sjøvesen. ISBN 82-92217-03-7
- Tjøstheim, Inge (1993) (Norwegian). Sjøforsvarets hovedoppgaver: Illusjon eller virkelighet?. Oslo: Norwegian Institute for Defence Studies